# 孟祥锋
孟祥锋（1964年12月17日—），男，汉族，河北平乡人，中华人民共和国政治人物。1986年8月参加工作，1986年1月加入中国共产党。吉林大学毕业，中共中央党校研究生毕业，法学硕士，法学博士。现任中共中央办公厅常务副主任，中共第十九届、二十届中央委员会委员。

## 简历
历任文化部国家文物局干部，中纪委研究室干部、副主任干事、主任科员，中纪委中国纪检监察报社主任科员、新闻部副主任（副处级）、采通部（记者部）主任（正处级）、总编助理（正处级），中纪委监察部第四纪检监察室副主任，中纪委中国纪检监察报社副总编辑、总编辑（正局级）等职务（2007年4月至2008年5月，挂职任中共杭州市委常委）。
2008年5月，任中共辽宁省纪委副书记。2011年11月，任中共辽宁省纪委副书记、辽宁省监察厅厅长。
2013年3月，任中央保密委员会办公室主任、国家保密局局长、中办调研室主任。2015年4月，任中共中央办公厅副主任。
2017年4月，任中共中央直属机关工作委员会常务副书记（正部长级）。
2018年3月，任新成立的中共中央和国家机关工作委员会常务副书记（正部长级）。
2020年10月，任中共中央办公厅常务副主任。